# Torre de Macau

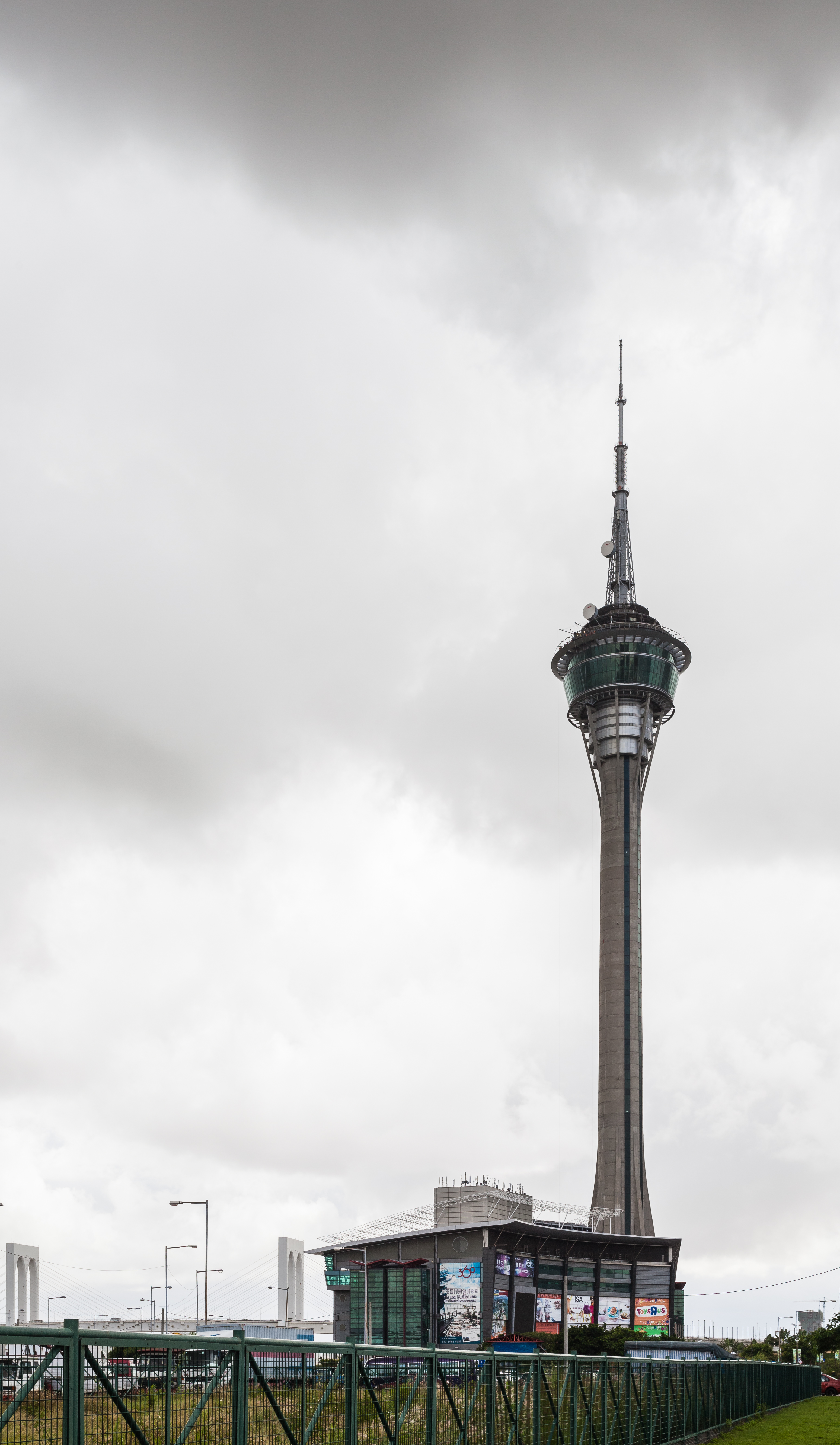
Torre de Macau

A Torre de Macau foi construída em 2001 na cidade de Macau, China. Tem 338 metros (1 109 pés) de altura e, até julho de 2019, é a 22.ª torre de estrutura independente mais alta do mundo.